# جوردی اورتگا
جوردی اورتگا (انگلیسی: Jordi Ortega؛ زادهٔ ۲۷ ژانویهٔ ۱۹۹۵) بازیکن فوتبال اهل اسپانیا است.